# George Stephenson
George Stephenson (9 de junio de 1781-12 de agosto de 1848) fue un ingeniero mecánico e ingeniero civil británico que construyó la primera línea ferroviaria pública del mundo que utilizó locomotoras a vapor (Stockton-Darlington, 1825) y la primera línea ferroviaria con transporte de pasajeros que utilizó locomotoras a vapor (Canterbury-Withstable, 1830). Conocido como el "padre de los ferrocarriles", diseñó por completo la primera línea ferroviaria moderna (Liverpool-Mánchester, 1830), así como su material rodante y locomotoras. 
También es el creador del ancho de vía de 1435 mm (aproximadamente 4 pies 8 1⁄2 pulgadas), conocido como "ancho de vía estándar".
Su hijo Robert Stephenson (1803-1859) también fue un célebre ingeniero.

## Biografía
Nació en junio de 1781 en Wylam, Northumberland (Reino Unido). Hijo de un minero inglés (1748-1810), en su infancia guardó vacas y  aprendió a leer a los 18 años. Posteriormente trabajó como zapatero, sastre y relojero. En 1804 entró en las minas de Killingsworth en sustitución de su padre, que se había quedado ciego. Pronto se destacó por una serie de prácticos inventos. En 1810, un agricultor de la comarca le enseñó nociones de matemáticas, mecánica y biología.
Inventó una de las primeras lámparas de seguridad que se usaron en las minas, aunque compartió el mérito de la invención con el británico Humphry Davy, que creó una lámpara parecida por la misma época.
Sus primeros trabajos en el diseño de la locomotora se limitaron a la construcción de máquinas para transportar cargas en las minas de carbón. En 1821 construyó una locomotora de vapor para el tren de Darlington-Stockton, que fue la única servible y fiable durante mucho tiempo. Pero la primera locomotora había sido construida ya por Richard Trevithick en 1804, que no dio resultado porque circulaba por carriles de hierro fundido inapropiados para su peso. En 1813 William Hedley había construido asimismo una locomotora, llamada Puffing Billy, para la mina de Wylam. Por tanto, George Stephenson no puede ser considerado como el inventor de la locomotora, pero sí el pionero más exitoso del ferrocarril a comienzos del siglo XIX.
Bajo la dirección de Stephenson se inauguró el 27 de septiembre de 1825 entre Stockton y Darlington el primer ferrocarril abierto al público. Su Locomotion se colocó a la cabeza de 38 vagones cargados parcialmente con carbón y trigo, si bien la mayoría iban provistos de bancos para unas 600 personas que habían acudido al festejo. Al día siguiente dio comienzo la explotación regular con el coche Experiment, pero que fue remolcado por caballos durante años. El ferrocarril fue la mayor máquina de transporte masivo inventada durante el siglo XIX, permitía trasladar grandes cantidades tanto de personas como de materiales para las industrias en menor tiempo.
La construcción del ferrocarril de Liverpool y Mánchester en 1830 consolidó su fama para siempre. Previamente, se había celebrado un concurso en Rainhill entre varios modelos para ver cuál era la locomotora mejor y más rápida. El pliego de condiciones estipulaba que debía arrastrar el triple de su peso a una velocidad de 10 millas inglesas por hora y sin producir humo. The Rocket de George Stephenson y su hijo Robert salió vencedora al remolcar el quíntuple de su peso a la velocidad de 14 hasta 20 millas por hora. Este éxito se debía principalmente al empleo de un tiro forzado que mejoraba la combustión y a una mayor caldera con tubos que producía mayor cantidad de vapor.
A partir de entonces Stephenson dirigió la construcción de importantes ferrocarriles en Inglaterra o construyó máquinas para los mismos y para líneas en Bélgica, Holanda, Francia, Alemania, Italia y España.
Falleció de pleuresía en Chesterfield el 12 de agosto de 1848 a la edad de 67 años.
El Museo Ferroviario Stephenson en North Shields fue nombrado en su honor y en el de su hijo, Robert Stephenson.

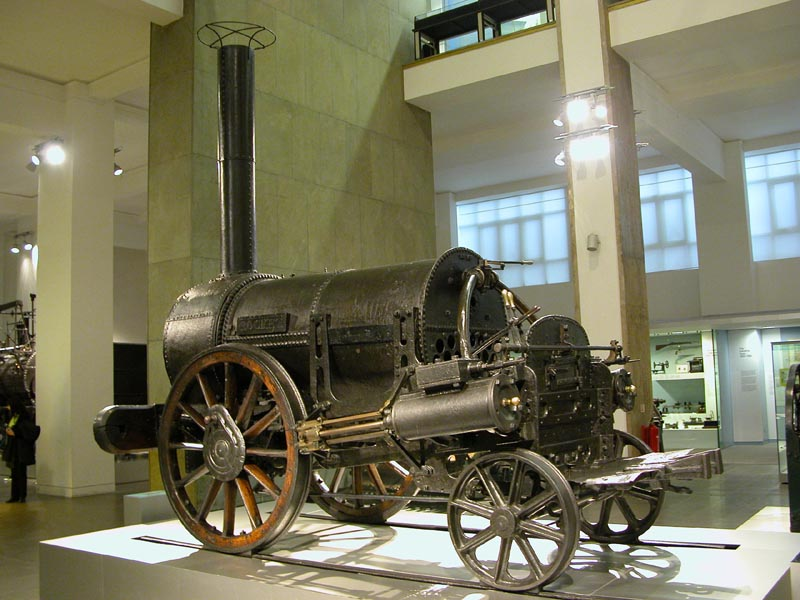
The Rocket está expuesta en el Museo de Ciencias de Londres.

## Matrimonios
Se casó con Frances Henderson en 1802, tuvo a su primer hijo, Robert en 1803, y posteriormente, en 1806, murieron ella y su recién nacida hija, Frances. En 1820 se casó nuevamente, con Elizabeth Hindley, quien murió en 1845. Finalmente, en 1848, George se casó por tercera y última vez con Hellen Gregory, la mujer que compartió sus últimos días de vida y fue feliz hasta que murió con su última esposa.